# PalaJonio
Il Palajonio è il principale palazzetto dello sport di Augusta.
È usato principalmente per le partite casalinghe di Calcio a 5 del Maritime. Nel 2017 in occasione della finale di Coppa Italia ha subito un intervento di ristrutturazione interno.
L'11 marzo mattina del 2024, un cedimento strutturale ha causato il crollo del Palajonio dove erano in corso dei lavori di ristrutturazione, per fortuna senza creare nessun ferito. [Fonte: https://www.rainews.it/tgr/sicilia/articoli/2024/03/crollo-nel-cantiere-del-palazzetto-dello-sport-tragedia-sfiorata-ad-augusta-18c69572-4854-4758-86bd-0800e7c41291.html]